# ويليام إف. راينولدز
ويليام إف. راينولدز (بالإنجليزية: William F. Raynolds)‏ (و. 1820 – 1894 م) هو مستكشف، وضابط، ومتسلق جبال أمريكي، ولد في كانتون، أوهايو، توفي في ديترويت، عن عمر يناهز 74 عاماً.

## التعليم
تعلم في الأكاديمية العسكرية الأمريكية
.

## الخدمة العسكرية
خدم في جيش الاتحاد.